# International Women's Open 1991
L'International Women's Open 1991 è stato un torneo di tennis giocato sull'erba. 
È stata la 17ª edizione del torneo di Eastbourne, che fa parte della categoria Tier II nell'ambito del WTA Tour 1991. 
Si è giocato al Devonshire Park Lawn Tennis Club di Eastbourne in Inghilterra, dal 17 al 23 giugno 1991.

## Campionesse

### Singolare
Martina Navrátilová ha battuto in finale  Arantxa Sánchez Vicario con il punteggio di 6–4, 6–4

### Doppio
Larisa Neiland /  Nataša Zvereva hanno battuto in finale  Gigi Fernández /  Jana Novotná con il punteggio di 2–6, 6–4, 6–4